# Banjo Band

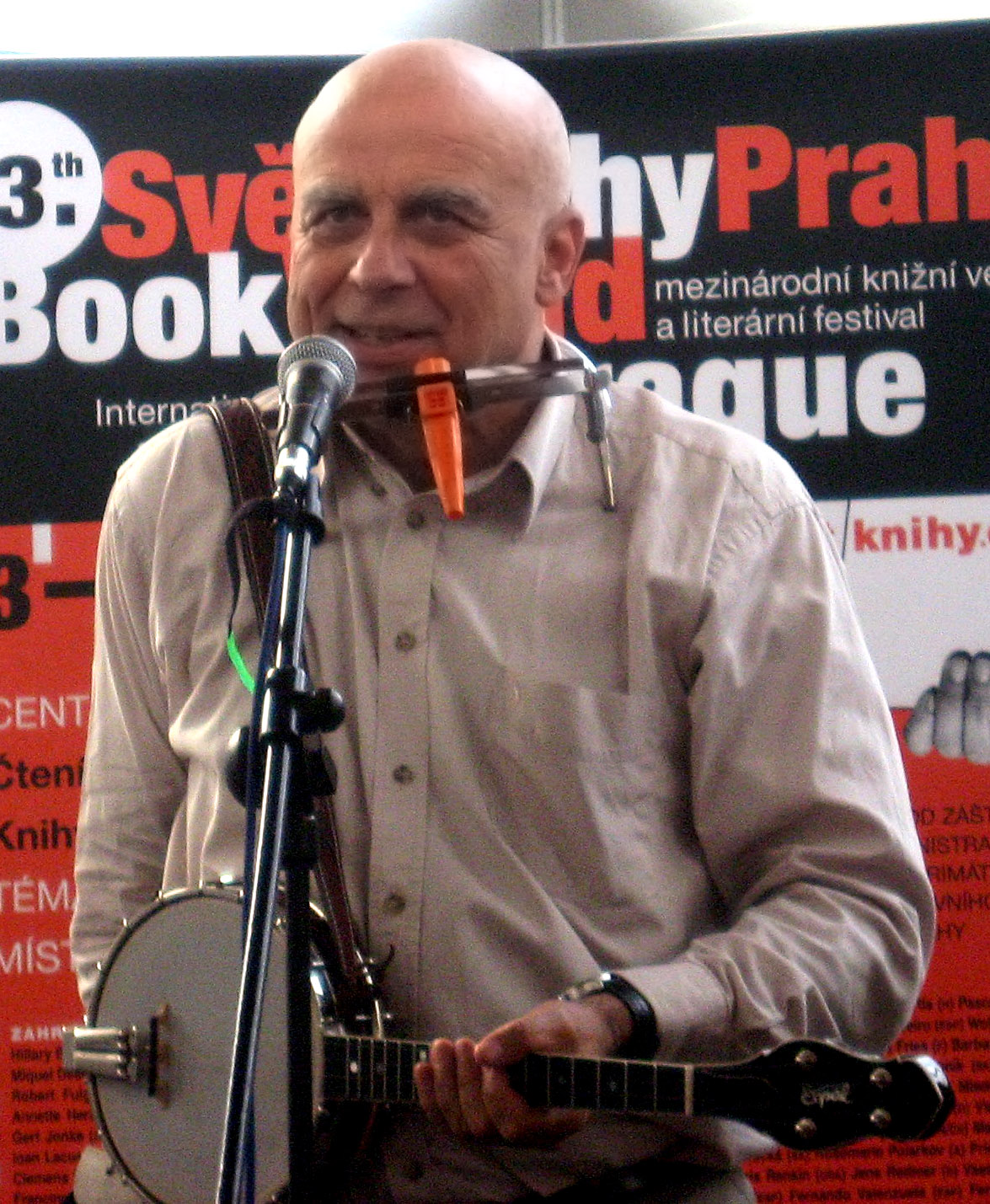
Ivan Mládek

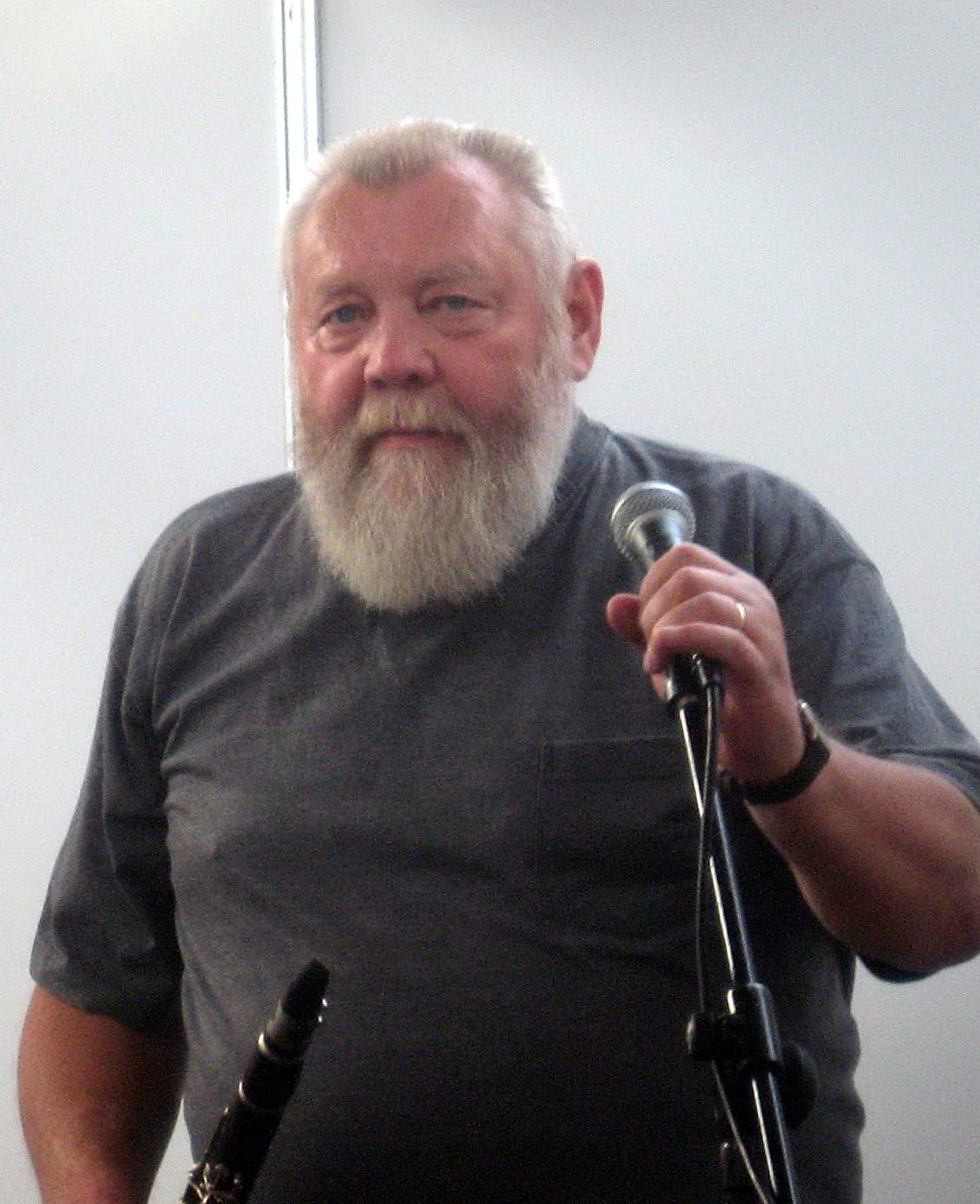
Ivo Pešák

Banjo Band – czeski zespół muzyczny założony w 1966 roku, którego liderem jest Ivan Mládek. W Polsce najbardziej znanym utworem grupy jest Jožin z bažin.

## Dyskografia

### LP
- Dobrý den!  	        Panton 1976
- Na shledanou! 	        Panton 1977
- Ej, Mlhošu, Mlhošu! 	Panton 1979
- I. Mládek uvádí L. Sobotu Panton 1979
- Přeposlední leč 	        Panton 1980
- Guten Tag! 	        Panton 1981
- Úterý (gawędy) 	Panton 1981
- I. Mládek zase uvádí L. Sobotu 	Panton 1982
- Moje rodina (+ gawędy) 	Panton 1983
- Banjo z pytle ven! 	        Panton 1985
- Potůčku, nebublej! 	        Panton 1986
- Ta country česká 	                Multisonic 1989
- Pepa z Kadaně (śpiewane przez Josefa Dvořáka) Punc 1990
- Škola zvířátek (Dagmar Patrasová)    Tommu 1991

### CD
- Ta country česká  	Multisonic 1991
- The Best Of Banjo Band I. 	Panton 1992
- The Best Of banjo Band II. 	Panton 1993
- Vykopávky 	Multisonic 1993
- Řeky (z zespołem Zelenáči) 	   EMG 1993
- Pohádky a jiné povídačky (gawędy)   Monitor 1994
- V hospodě u šesti trampů 	BaM Music 1994
- Písničky Čundrcountry show I 	BaM Music 1994
- Písničky Čundrcountry show II. 	BaM Music 1995
- Dobrý den! (+6x bonus) 	Bonton 1996
- Písničky na chatu   	Bonton 1998
- Na shledanou! (+6x bonus) 	Bonton 1999
- Sweet Sue (gawędy Lenki Plačkovej)  Fonia 2000
- Anekdoty do 1. i 4. cenové skupiny
- Písně o lásce a pravdě 	BaM Music 2000
- Do hlavy ne! 	Radio servis 2001
- Děda Mládek Ilegal Band 	BaM Music
- Děda Mládek Ilegal Band II. 	BaM Music
- Proč mě ženy nemaj rády 	Warner Music 2002
- Milan Pitkin v Coutry estrádě 1 	Noveta
- Milan Pitkin v Coutry estrádě 2 	Noveta
- V Mexiku v taxiku (Dušan Barczi) 	Barci Music 2002
- Dáme si eště raz! (Dušan Barczi) 	Barci Music 2003
- ... a vo tom to je! 	D. J. World 2002
- 60 nej 	Sony Music 2003
- Ňu, ňu, ňu Bohemian Music Service 2007
- Jožin z bažin w Polsce 	Bohemian Music Service/EMI Music Poland 2008